# Bicentenário da Venezuela
O Bicentenário da Venezuela consistiu em uma série de comemorações que tiveram lugar entre os dia 19 de abril de 2010 e 5 de julho de 2011, datas nas quais foram recordados os feitos ocorridos durante a Revolução de 19 de Abril de 1810 e a assinatura da Ata da Declaração de Independência da Venezuela, no dia 5 de julho de 1811, ambos na cidades de Caracas, os quais propiciaram o nascimento da Venezuela como nação independente e soberana.